# Зеленчук (Мелитопольский район)
Зеленчук (укр. Зеленчук) — село,
Новониколаевский сельский совет,
Мелитопольский район,
Запорожская область,
Украина.
Население по переписи 2001 года составляло 47 человек.

## Географическое положение
Село Зеленчук находится на расстоянии в 2,5 км от села Маяк и в 5-и км от села Новониколаевка.

## История
- Село было основано в 1860 году.[1]
- В селе находилась экономия Я. Я. Винса. К настоящему времени от экономии сохранились только мельница, жилой дом для работников, конюшня, 2 жёрнова и остатки подвала.[2]
- В марте 2022 года оккупировано российскими войсками.